# Amplify
Amplify war eine Punkband aus Hamburg, die von 2004 bis 2010 musikalisch aktiv war.

## Geschichte
Amplify wurde 2004 gegründet und bestand aus Timothy Spaniel (Gesang, Gitarre), Dominik Köhl (Schlagzeug, Gesang), Robin Kube (Gitarre) und Marlon Kube (Bass). Sie spielten über 300 Live-Konzerte und TV-Shows in Deutschland, England und den Vereinigten Staaten. Amplify tourte unter anderem mit Bands wie Fury in the Slaughterhouse, The Sweet, Itchy Poopzkid und den Killerpilzen. Über das Label Crashkid Records veröffentlichten sie zwei Alben. Deutschlandweite Bekanntheit erreichten sie als Halbfinalist der RTL Talentshow Das Supertalent.

## Auszeichnungen (Auszug)
- Local Heroes 2004 Platz 1. Hamburg[7]
- Bandnet Award 2005 Platz 1.[8]
- FFN New Sensation 2006 (Publikumssieger)
- GBOB 2006 Hamburg Platz 1.
- GBOB 2006 Deutschland Platz 1 (Best New German Band)[9]
- Musik sucht Töne 2007 Platz 1.

## Diskografie
- 2007: No Day Without Mistakes (Crashkid Records)
- 2008: All In (Crashkid Records)